# 1984. évi téli olimpiai játékok
Az 1984. évi téli olimpiai játékok, hivatalos nevén a XIV. téli olimpiai játékok egy több sportot magába foglaló nemzetközi sportesemény volt, melyet 1984. február 7. és február 19. között rendeztek meg a jugoszláviai Szarajevóban.

## A pályázat
Három ország, három városa jelentkezett a 84-es téli olimpiai játékok megrendezésére. A második fordulóra Szapporo és Szarajevó maradt versenyben, végül a 39 szavazattal a jugoszláv város nyerte el a rendezés jogát.
| Szarajevó | Jugoszlávia | 31 | 39 |
| Szapporo  | Japán       | 33 | 36 |
| Göteborg  | Svédország  | 10 |    |

## Az olimpiai láng útja

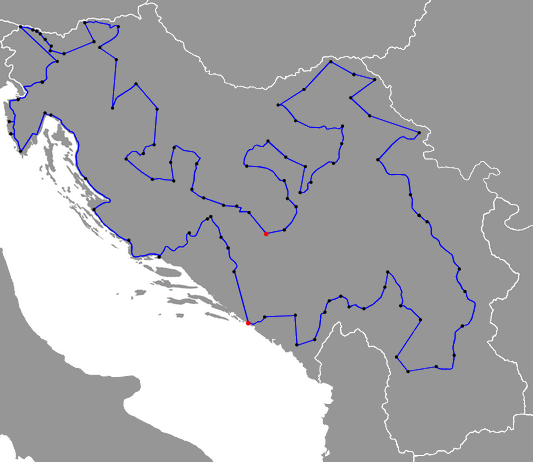
Az olimpiai fáklya útvonala

Az olimpiai lángot hagyományosan a görögországi Olümpiában gyújtották meg, amit 1984. január 29-én az athéni Panathinaiko Stadionban vehették át az Olimpia szervezői ahonnan repülőn szállították a jugoszláviai Dubrovnikba. A váltófutás másnap indult útjára, amit két külön útvonalon szervezték meg (kelet: 2602 km, nyugat: 2687 km). A láng eljutott Jugoszlávia minden régiójába, a tartományok fővárosaiba, a történelmi nevezetességekhez és a sport központokhoz.
A váltó fontosabb állomásai:
Kelet:
Dubrovnik – Trebnje – Nikšić – Cetinje – Podgorica – Kolašin – Mojkovac – Bijelo Polje – Berane – Rožaje – Novi Pazar – Raška – Kosovska Mitrovica – Pristina – Prizren – Tetovo – Szkopje – Kumanovo – Vranje – Leskovac – Niš – Ćuprija – Jagodina – Velika Plana – Belgrád – Versec – Nagybecskerek – Óbecse – Nagykikinda – Zenta – Szabadka – Zombor – Eszék – Vukovár – Újvidék – Ruma – Szabács – Loznica – Zvornik – Bijeljina – Brčko – Šamac – Doboj – Tuzla – Kladanj – Vlasenica – Sokolac – Szarajevó
Nyugat:
Dubrovnik – Mostar – Jablanica – Prozor – Bugojno – Kupres – Livno – Split – Šibenik – Zára – Karlobag – Fiume – Opatija – Póla – Rovinj – Poreč – Koper – Postojna – Ljubljana – Kranjska Gora – Jesenice – Bled – Radovljica – Tržič – Kranj – Škofja Loka – Domžale – Velenje – Ravne na Koroškem – Maribor – Celje – Kumrovec – Károlyváros – Zágráb – Sziszek – Bosanski Novi – Bosanska Krupa – Bihács – Bosanski Petovac – Ključ – Sanski Most – Prijedor – Banja Luka – Mrkonjić Grad – Jajca – Travnik – Zenica – Kakanj – Szarajevó

## Részt vevő nemzeti olimpiai bizottságok
Az alábbi nemzetek olimpiai csapatai küldtek sportolókat a játékokra.
Hat ország első alkalommal vett részt a téli olimpiai játékokon, ezek vastagítással kiemeltek. Zárójelben az adott nemzeti csapatban induló sportolók létszáma.
- Andorra (AND) (2 – 2 férfi)
- Argentína (ARG) (18 – 13 férfi, 5 nő)
- Ausztrália (AUS) (10 – 8 férfi, 2 nő)
- Ausztria (AUT) (65 – 58 férfi, 7 nő)
- Belgium (BEL) (4 – 2 férfi, 2 nő)
- Bolívia (BOL) (3 – 3 férfi)
- Brit Virgin-szigetek (IVB) (1 – 1 férfi)
- Bulgária (BUL) (16 – 15 férfi, 1 nő)
- Chile (CHI) (4 – 4 férfi)
- Ciprus (CYP) (5 – 4 férfi, 1 nő)
- Costa Rica (CRC) (3 – 3 férfi)
- Csehszlovákia (TCH) (50 – 38 férfi, 12 nő)
- Dél-Korea (KOR) (15 – 11 férfi, 4 nő)
- Egyesült Államok (USA) (107 – 77 férfi, 30 nő)
- Egyiptom (EGY) (1 – 1 férfi)
- Észak-Korea (PRK) (6 – 3 férfi, 3 nő)
- Finnország (FIN) (45 – 40 férfi, 5 nő)
- Franciaország (FRA) (32 – 22 férfi, 10 nő)
- Görögország (GRE) (6 – 6 férfi)
- Hollandia (NED) (13 – 9 férfi, 4 nő)
- Izland (ISL) (5 – 4 férfi, 1 nő)
- Japán (JPN) (39 – 32 férfi, 7 nő)
- Jugoszlávia (YUG) (72 – 59 férfi, 13 nő)
- Kanada (CAN) (67 – 47 férfi, 20 nő)
- Kína (CHN) (37 – 21 férfi, 16 nő)
- Lengyelország (POL) (30 – 24 férfi, 6 nő)
- Libanon (LIB) (4 – 4 férfi)
- Liechtenstein (LIE) (10 – 7 férfi, 3 nő)
- Marokkó (MAR) (4 – 4 férfi)
- Magyarország (HUN) (9 – 7 férfi, 2 nő)
- Mexikó (MEX) (1 – 1 férfi)
- Monaco (MON) (1 – 1 férfi)
- Mongólia (MGL) (4 – 4 férfi)
- Nagy-Britannia (GBR) (50 – 37 férfi, 13 nő)
- NDK (GDR) (56 – 40 férfi, 16 nő)
- NSZK (FRG) (84 – 69 férfi, 15 nő)
- Norvégia (NOR) (58 – 50 férfi, 8 nő)
- Puerto Rico (PUR) (1 – 1 férfi)
- Románia (ROU) (19 – 16 férfi, 3 nő)
- Olaszország (ITA) (74 – 59 férfi, 15 nő)
- San Marino (SMR) (3 – 3 férfi)
- Spanyolország (ESP) (12 – 10 férfi, 2 nő)
- Svájc (SUI) (42 – 29 férfi, 13 nő)
- Svédország (SWE) (60 – 51 férfi, 9 nő)
- Szenegál (SEN) (1 – 1 férfi)
- Szovjetunió (URS) (99 – 74 férfi, 25 nő)
- Tajvan (TPE) (12 – 10 férfi, 2 nő)
- Törökország (TUR) (7 – 7 férfi)
- Új-Zéland (NZL) (6 – 4 férfi, 2 nő)

## Versenyszámok
A szarajevói játékokon tíz sportágban illetve szakágban huszonnégy férfi, tizenhárom női és kettő vegyes versenyszámban osztottak érmeket. Ezek eloszlásáról ad tájékoztatást az alábbi táblázat.
| Sportág / Szakág | Versenyszámok száma | Versenyszámok száma | Versenyszámok száma | Versenyszámok száma |
| Sportág / Szakág | Férfi               | Női                 | Vegyes              | Összes              |
| ---------------- | ------------------- | ------------------- | ------------------- | ------------------- |
| Alpesisí         | 3                   | 3                   | 0                   | 6                   |
| Biatlon          | 3                   | 0                   | 0                   | 3                   |
| Bob              | 2                   | 0                   | 0                   | 2                   |
| Északi összetett | 1                   | 0                   | 0                   | 1                   |
| Gyorskorcsolya   | 5                   | 4                   | 0                   | 9                   |
| Jégkorong        | 1                   | 0                   | 0                   | 1                   |
| Műkorcsolya      | 1                   | 1                   | 2                   | 4                   |
| Sífutás          | 4                   | 4                   | 0                   | 8                   |
| Síugrás          | 2                   | 0                   | 0                   | 2                   |
| Szánkó           | 2                   | 1                   | 0                   | 3                   |
| Összesen         | 24                  | 13                  | 2                   | 39                  |

## Éremtáblázat
(A táblázatban az egyes számoszlopok legmagasabb értéke, vagy értékei vastagítással kiemelve.)
| Az 1984. évi téli olimpiai játékok éremtáblázatának első tíz helyezettje | Az 1984. évi téli olimpiai játékok éremtáblázatának első tíz helyezettje | Az 1984. évi téli olimpiai játékok éremtáblázatának első tíz helyezettje | Az 1984. évi téli olimpiai játékok éremtáblázatának első tíz helyezettje | Az 1984. évi téli olimpiai játékok éremtáblázatának első tíz helyezettje | Olimpia  |
| ------------------------------------------------------------------------ | ------------------------------------------------------------------------ | ------------------------------------------------------------------------ | ------------------------------------------------------------------------ | ------------------------------------------------------------------------ | -------- |
|                                                                          | Ország                                                                   | Arany                                                                    | Ezüst                                                                    | Bronz                                                                    | Összesen |
| 1.                                                                       | NDK (GDR)                                                                | 9                                                                        | 9                                                                        | 6                                                                        | 24       |
| 2.                                                                       | Szovjetunió (URS)                                                        | 6                                                                        | 10                                                                       | 9                                                                        | 25       |
| 3.                                                                       | Egyesült Államok (USA)                                                   | 4                                                                        | 4                                                                        | 0                                                                        | 8        |
| 4.                                                                       | Finnország (FIN)                                                         | 4                                                                        | 3                                                                        | 6                                                                        | 13       |
| 5.                                                                       | Svédország (SWE)                                                         | 4                                                                        | 2                                                                        | 2                                                                        | 8        |
| 6.                                                                       | Norvégia (NOR)                                                           | 3                                                                        | 2                                                                        | 4                                                                        | 9        |
| 7.                                                                       | Svájc (SUI)                                                              | 2                                                                        | 2                                                                        | 1                                                                        | 5        |
| 8.                                                                       | Kanada (CAN)                                                             | 2                                                                        | 1                                                                        | 1                                                                        | 4        |
| 8.                                                                       | NSZK (FRG)                                                               | 2                                                                        | 1                                                                        | 1                                                                        | 4        |
| 10.                                                                      | Olaszország (ITA)                                                        | 2                                                                        | 0                                                                        | 0                                                                        | 2        |